# (33082) 1997 WF43
1997 WF43 (asteroide 33082) é um asteroide da cintura principal. Possui uma excentricidade de 0.07732680 e uma inclinação de 6.98247º.
Este asteroide foi descoberto no dia 29 de novembro de 1997 por LINEAR em Socorro.